# Фавр, Фердинанд
Фердинанд Абрахам Фавр (фр. Ferdinand Favre; 22 февраля 1779, Куве, Невшатель, Швейцария — 16 июля 1867, Париж) — французский политический деятель, депутат от Нижней Луары (1848—1857), затем сенатор Второй империи (1857—1867). Президент Генерального совета Атлантической Луары (1852—1866).

## Биография
Родился в протестантской семье, выходцев из Безансона, которая бежала в Швейцарию около 1670 года из-за преследований после отмены эдикта Фонтенбло.
С 1814 года служил офицером Национальной гвардии Франции. Сторонник короля Луи-Филиппа I , был членом генерального совета Нижней Луары, затем королевским указом от 9 февраля 1832 года был назначен мэром города Нант (1832—1865).
Содействовал аресту герцогини Беррийской, дочери Франциска I, короля Обеих Сицилий, жены французского принца Шарля-Фердинанда, герцога Беррийского. 
В 1848 году был выбран в учредительное собрание; поддерживал кандидатуру Людовика-Наполеона. Во время Второй империи был сенатором.